# Liste der Auszeichnungen der Stadt und des Landes Wien
Die Auszeichnungen der österreichischen Bundeshauptstadt Wien sind Ehrungen, die durch den Wiener Gemeinderat oder Bürgermeister an Personen vergeben werden, die sich um bestimmte Bereiche des öffentlichen Lebens verdient gemacht haben.
Da Wien einerseits eine städtische Kommune, zugleich aber eines der neun Bundesländer Österreichs ist, existieren sowohl  Auszeichnungen der Stadt Wien als auch des Bundeslandes Wien.

## Auszeichnungen der Stadt Wien
- der Titel „Ehrenbürger der Stadt Wien“
- der Titel „Bürger ehrenhalber der Stadt Wien“
- der Ehrenring der Stadt Wien
- die Ehrenmedaille der Bundeshauptstadt Wien (dreistufig: Gold, Silber, Bronze)
- die Otto-Glöckel-Medaille der Stadt Wien (einstufig)
- der Goldene Rathausmann

### Ehemalige Auszeichnungen
Die nach dem Arzt Julius Tandler benannte Professor-Dr.-Julius-Tandler-Medaille der Stadt Wien (dreistufig: Gold, Silber, Bronze) wurde seit 1960 als äußeres Zeichen der Anerkennung und Würdigung an Personen verliehen, die sich durch ihre uneigennützige und aufopfernde Tätigkeit um das Wohl der Mitmenschen besonders verdient gemacht haben.

## Auszeichnungen des Bundeslandes Wien
- das Ehrenzeichen für Verdienste um das Land Wien (mehrstufig)
- die Rettungsmedaille des Landes Wien
- die Einsatzmedaille des Landes Wien
- das Ehrenzeichen für Verdienste im Wiener Feuerwehr- und Rettungswesen (mehrstufig)

Diese vier Grundtypen von Auszeichnungen existieren auch in den anderen Bundesländern. Ihre Verleihung ist jeweils durch Landesgesetze geregelt und erfolgt im Fall von Wien durch den Bürgermeister  in seiner Eigenschaft als Landeshauptmann.